# Kamienica przy ulicy Podwale 64 we Wrocławiu
Kamienica przy ulicy Podwale 64 – zabytkowa kamienica mieszczańska znajdująca się przy ulicy Podwale 64 we Wrocławiu.

## Historia posesji i kamienicy

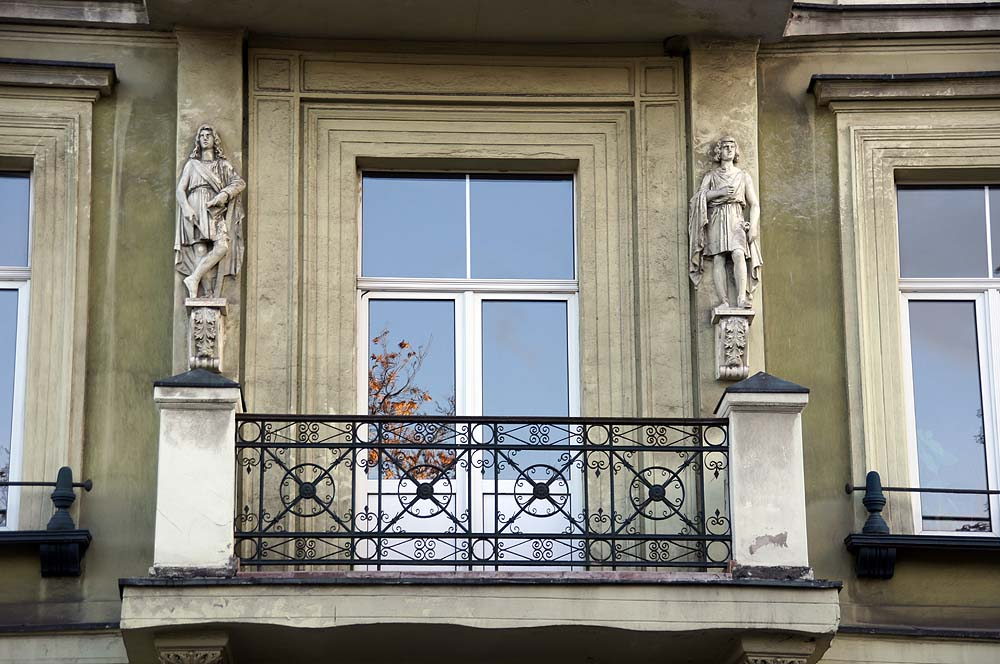
Balkon na I piętrze w kamienicy

Pierwsze zabudowania na obszarze rozciągającym się pomiędzy dzisiejszą ulicą Dworcową a ulicą Kołłątaja były wznoszone w latach 40. XIX wieku; teren rozparcelowano przed rokiem 1843. Wcześniej znajdowały się tu ogrody hrabiów Henckel von Donnersmarck. Do 1848 roku wzniesiono i zasiedlono osiem istniejących tu budynków, a na początku lat 50. wybudowano ostatni dom na rogu ul. Podwale i Dworcowej.
W 1846 roku projekt kamienicy czynszowej wykonał mistrz murarski, radny miejski Wilhelm Hoseus, który zaprojektował również m.in. kamienice mieszczańskie przy ulicy Podwale o numerach 61, 66 i 67; założenie zrealizowano w 1848 roku, a jego wykonawcą był wrocławski majster murarski Kofeus. W 1930 roku w kamienicy został założony Żydowski Dom Młodzieży („Israelitisches Jugendhaus”). W budynku umieszczono wówczas bibliotekę, czytelnię dla dzieci i młodzieży, pracownię fotograficzną, sale wykładowe, zaplecze socjalne dla kółek zainteresowań, warsztaty dla majsterkowiczów, bursę dla uczniów żydowskich oraz żydowskie przedszkole „Montessori”.

## Opis architektoniczny
Kamienica została wzniesiona na planie niesymetrycznej litery „C” (skrzydło zachodnie dłuższe od skrzydła wschodniego) jako budynek trzytraktowy od strony ulicy Podwale i jednotraktowy w skrzydłach. Czterokondygnacyjna fasada frontowa podzielona została na 7 regularnych osi z bramą przelotową w osi centralnej. Z sieni prowadziły do wnętrz parteru schody wyrównawcze, a na wyższe kondygnacje –  dwubiegowa klatka schodowa ze spocznikami. W skrzydle zachodnim znajdowała się dodatkowa kuchenna klatka schodowa ze spocznikami. Brama wejściowa zakończona jest otynkowanym łukiem pełnym w szerokiej opasce. Nad wejściem, na każdej kondygnacji, umieszczone zostały balkony z metalowymi ażurowymi balustradami. Balkon na I piętrze podparty został dwoma wspornikami. Po obu stronach okna balkonowego na tym piętrze umieszczone zostały dwie całopostaciowe męskie figury w stroju średniowiecznych giermków, o wysokości stu centymetrów. Poszczególne kondygnacje rozdzielone są gzymsem międzykondygnacyjnym. Całość elewacji wieńczy mocno rozbudowany gzyms podparty rytmem silnych kroksztynów⁣, między którymi umieszczono okienka poddasza.
Budynek był remontowany w latach 1870, 1880, 1903, 1905, 1911, 1914, 1920, 1929/1930, 1936. W 1874 roku w kamienicy zainstalowano sieć wodociągową i kanalizacyjną.

## Po 1945
Podczas działań wojennych w 1945 roku budynek nie ucierpiał. W 1953 roku w kamienicy swoją siedzibę miała redakcja miesięcznika „ODRA”, od 1962 mieściły się w niej biura Wrocławskiego Wydawnictwa Prasowego, a od 1965 redakcja tygodnika „Wiadomości”. Na przestrzeni lat poszczególne redakcje wykupywały i zajmowały kolejne mieszkania, dostosowując je do swoich potrzeb.
W 1976 roku została wyremontowana brama wjazdowa, wybudowano portiernię i zmieniono posadzkę w sieni. W 1978 roku wzniesiono nadbudówkę w tylnej części poddasza oraz wymieniono pokrycie dachowe.